# براندون بروکس (بازیکن بسکتبال)
براندون بروکس (انگلیسی: Brandon Brooks؛ زادهٔ ۲۸ ژوئن ۱۹۸۷) بازیکن بسکتبال اهل ایالات متحده آمریکا است.